# Франк Ааргау
Франк Ааргау (нем. Franken) — денежная единица швейцарского кантона Ааргау в 1805—1850 годах. Франк = 10 батценов (batzen) = 40 крейцеров (kreuzer) = 100 раппенов (rappen).

## История
Чеканка монет кантона в батценах начата в 1805 году, в раппенах — в 1808. Монеты во франках чеканились только в 1812 году. Монеты с номиналом в крейцерах и раппенах чеканились в 1831 году.
Конституция Швейцарии, принятая в 1848 году, устанавливала исключительное право федерального правительства на чеканку монеты. К этому времени монеты кантона уже не выпускались, их чеканка была прекращена в 1831 году. 7 мая 1850 года был принят федеральный закон о чеканке монет, в том же году начата чеканка швейцарских монет.
Банкноты кантона в 1805—1850 годах не выпускались. В 1854 году был основан Банк Ааргау, выпускавший банкноты в 1856—1910 годах.

## Монеты
Чеканились монеты:
- биллонные: 1, 2 раппена, 21⁄2 раппена — 1 крейцер, 5 раппенов, 1⁄2, 1 батцен,
- серебряные: 5, 10, 20 батценов, 4 франка[3].